# Palácio Vagos
O Palácio de Vagos ou Paço de São Cristóvão é um palácio situado no Largo de São Cristóvão, n.º 1, na freguesia da Santa Maria Maior, em Lisboa. 
O portal lateral gótico dos antigos paços de São Cristóvão foi classificado como monumento nacional português em 1910.

## História
O antigo Paço de São Cristóvão foi possivelmente edificado na primeira metade do século XV. Aqui se celebrou o casamento por procuração de D. Leonor, filha do rei D. Duarte, com Frederico III da Alemanha, em 1451 ou 1452, e aqui ficou D. Leonor a residir. Do paço quatrocentista apenas subsiste hoje o portal lateral gótico, de colunas torsas, que foi classificado como monumento nacional.
Segundo Norberto Araújo, na segunda metade do século XV, o palácio pertenceu a D. Álvaro de Bragança, Regedor das Justiças, o que deu o nome à rua do Regedor, que liga o largo do Caldas ao largo de São Cristóvão, e onde se situa a entrada lateral do palácio.
O velho Paço de São Cristóvão foi objeto de modificações profundas nos séculos XVI e XVII. Tornou-se a residência dos condes de Aveiras (posteriormente, marqueses de Vagos). O palácio desmoronou-se com o terramoto de 1755, ficando apenas incólume a fachada principal. Em 1864, o Marquês de Vagos vendeu as ruínas. O novo dono, um rico Leomil, reconstruiu o palácio, mantendo a fachada principal, com as cantarias e janelas joaninas.. No século XVIII foi-lhe acrescentado um andar e já no século XX, o palácio foi ampliado e construiu-se um pavilhão anexo. 
Desde 1913, o edifício pertence à Associação de Socorros Mútuos de Empregados de Comércio de Lisboa.